# Hermaville
Hermaville és un municipi francès situat al departament del Pas de Calais i a la regió dels Alts de França. L'any 2007 tenia 527 habitants.

## Demografia

### Població
El 2007 la població de fet de Hermaville era de 527 persones. Hi havia 181 famílies de les quals 28 eren unipersonals (16 homes vivint sols i 12 dones vivint soles), 59 parelles sense fills, 90 parelles amb fills i 4 famílies monoparentals amb fills.
La població ha evolucionat segons el següent gràfic:
Habitants censats

### Habitatges
El 2007 hi havia 198 habitatges, 191 eren l'habitatge principal de la família, 2 eren segones residències i 5 estaven desocupats. 193 eren cases i 4 eren apartaments. Dels 191 habitatges principals, 173 estaven ocupats pels seus propietaris, 16 estaven llogats i ocupats pels llogaters i 2 estaven cedits a títol gratuït; 1 tenia una cambra, 2 en tenien dues, 8 en tenien tres, 41 en tenien quatre i 139 en tenien cinc o més. 157 habitatges disposaven pel capbaix d'una plaça de pàrquing. A 71 habitatges hi havia un automòbil i a 112 n'hi havia dos o més.

### Piràmide de població
La piràmide de població per edats i sexe el 2009 era:
| Homes | Edats   | Dones |
| ----- | ------- | ----- |
| 0     | 95 o +  | 0     |
| 0     | 90 a 94 | 4     |
| 4     | 85 a 89 | 0     |
| 0     | 80 a 84 | 0     |
| 4     | 75 a 79 | 8     |
| 4     | 70 a 74 | 8     |
| 16    | 65 a 69 | 16    |
| 8     | 60 a 64 | 4     |
| 4     | 55 a 59 | 12    |
| 36    | 50 a 54 | 16    |
| 28    | 45 a 49 | 32    |
| 16    | 40 a 44 | 12    |
| 16    | 35 a 39 | 16    |
| 12    | 30 a 34 | 8     |
| 4     | 25 a 29 | 12    |
| 24    | 20 a 24 | 8     |
| 8     | 15 a 19 | 20    |
| 16    | 10 a 14 | 8     |
| 12    | 5 a 9   | 8     |
| 8     | 0 a 4   | 4     |

## Economia
El 2007 la població en edat de treballar era de 361 persones, 279 eren actives i 82 eren inactives. De les 279 persones actives 266 estaven ocupades (147 homes i 119 dones) i 13 estaven aturades (3 homes i 10 dones). De les 82 persones inactives 34 estaven jubilades, 30 estaven estudiant i 18 estaven classificades com a «altres inactius».

### Ingressos
El 2009 a Hermaville hi havia 190 unitats fiscals que integraven 539,5 persones, la mediana anual d'ingressos fiscals per persona era de 19.450 €.

### Activitats econòmiques
Dels 15 establiments que hi havia el 2007, 5 eren d'empreses de construcció, 1 d'una empresa de comerç i reparació d'automòbils, 2 d'empreses d'hostatgeria i restauració, 1 d'una empresa financera, 3 d'empreses de serveis i 3 d'empreses classificades com a «altres activitats de serveis».
Dels 9 establiments de servei als particulars que hi havia el 2009, 1 era un taller de reparació d'automòbils i de material agrícola, 1 fusteria, 1 lampisteria, 2 electricistes, 1 empresa de construcció, 1 perruqueria, 1 restaurant i 1 saló de bellesa.
L'any 2000 a Hermaville hi havia 5 explotacions agrícoles que ocupaven un total de 410 hectàrees.

## Equipaments sanitaris i escolars
El 2009 hi havia una escola elemental integrada dins d'un grup escolar amb les comunes properes formant una escola dispersa.

## Poblacions més properes
El següent diagrama mostra les poblacions més properes.